# منشیه (صفد)
منشیه (به عربی: المنشیة) روستایی فلسطینی، واقع در ۳۰ کیلومتری شمال شرق صفد بود.